# Cầu Quảng trường Thái Bình
Cầu Quảng trường Thái Bình là một cây cầu bắc qua sông Trà Lý tại thành phố Thái Bình, tỉnh Thái Bình, Việt Nam.
Đây là cây cầu dây văng đầu tiên của tỉnh Thái Bình.
Cầu nằm ở phía đông bắc thành phố Thái Bình, nối liền xã Vũ Đông và phường Hoàng Diệu.
Cầu Quảng trường Thái Bình có chiều dài 740 m, gồm 7 nhịp, bề rộng mặt cầu là 18,5 m, vận tốc thiết kế 60 km/h. Công trình có tổng mức đầu tư là 505,6 tỷ đồng, được khởi công vào cuối tháng 10 năm 2014 và đưa vào sử dụng từ năm 2017.